# Glennia pylotis
Glennia pylotis är en fjärilsart som först beskrevs av Jean Baptiste Godart 1819.  Glennia pylotis ingår i släktet Glennia och familjen vitfjärilar. Inga underarter finns listade i Catalogue of Life.